# 제49회 미국 감독 조합상
제49회 미국 감독 조합상은 1996년 뛰어난 활동을 보인 영화 감독을 기리기 위해 1997년 3월에 열린 시상식이다. 뉴욕, Sheraton Hotel에서 개최되었으며 사회자는 칼 라이너이다.

## 수상 및 후보

### 감독상(영화부문)
- 잉글리쉬 페이션트 - 안소니 밍겔라 수상

### 감독상(다큐멘터리부문)
- 뉴욕 광시곡 - 알 파치노 수상

### 감독상(광고부문)
- 타셈 싱 수상

### 공로상
- 스탠리 큐브릭 수상

### 로버트 B. 알드리치 상
- 델버트 맨 수상

### 프랭크린 J. 샤프너 상
- Joe Dicso 수상